# Al Martino
Al Martino (né sous le nom de Alfred Cini à Philadelphie, Pennsylvanie, États-Unis, le 7 octobre 1927 – mort le 13 octobre 2009 à Springfield, Pennsylvanie) était un chanteur et acteur américain. Il connut ses plus grands succès en tant que chanteur entre le début des années 1950 et le milieu des années 1970, où il fut décrit comme « l'un des grands crooners pop italo-américains » et devint également connu comme acteur, en particulier pour son rôle du chanteur Johnny Fontane dans Le Parrain.